# خیال برتر
خیال برتر یا خیال نخست (به انگلیسی: Première rêverie) یک نقاشی از ویلیام-آدولف بوگرو نقاش رئالیسم و آکادمیک فرانسه می‌باشد که در سال ۱۸۸۹ طرح گردید، در انگلیسی از این تابلوی بوگرو با عنوان زمزمه‌های عشق هم یاد می‌شود. نقاشی پس از تکمیل در موزهٔ هنر نیو اورلئان نگهداری گردید.

## پیشینه
ویلیام-آدولف بوگرو یک هنرمند آکادمیک بود که کار خود را در دانشکدهٔ هنرهای زیبای پاریس آغاز کرد، عمدهٔ آثار او با تمرکز و توصیفاتی کلاسیک از اسطوره‌ها و افسانه‌ها همراه بود اما به زودی تقاضاهایی در فرانسه و ایالات متحده آمریکا در جهت کشیدن پرتره و کارهای تزئینی دریافت کرد. 
نقاشی‌های او در ابتدا و توسط هنرمندان معاصرش از جمله ادگار دگا و ونسان ون گوگ به تمسخر گرفته شد با این استدلال که کارهایی بیش از حد نرم و به پایان رسیده‌اند. بوگرو در طول عمر خودش جوایز بسیاری از جمله جوایز متعدد از سالن پاریس دریافت کرد. پرتره‌های او بسیار نرم و به گونه‌ای پولیش‌خورده هستند که این حالت سبک آرمانی وی است، مدل‌های او همگی دارای پوستی نرم و ظریف مانند تم‌های شهرستانی و روستایی هستند، بوگرو اعتقاد داشت که تنها یک نوع از نقاشی وجود دارد و آن نقاشی‌ای هست که برای حَظ بصر ارائه شده باشد.